# Hirschberg an der Bergstraße
Hirschberg an der Bergstraße är en kommun i Rhein-Neckar-Kreis i regionen Rhein-Neckar i Regierungsbezirk Karlsruhe i förbundslandet Baden-Württemberg i Tyskland.
Kommunen bildades 1 januari 1975 genom en sammanslagning av kommunerna Großsachsen och Leutershausen im Rahmen.